# Purcelliana kamaseb
Espèce
Purcelliana kamaseb est une espèce d'araignées aranéomorphes de la famille des Prodidomidae.

## Distribution
Cette espèce est endémique de la région de Kunene en Namibie,. Elle se rencontre dans le parc national d'Etosha vers Kamaseb, Karossfontein et Dorstland.

## Description
Le mâle holotype mesure 3,30 mm et la femelle paratype 3,52 mm.

## Systématique et taxinomie
Cette espèce a été décrite par Rodrigues et Rheims en 2020.

## Étymologie
Son nom d'espèce lui a été donné en référence au lieu de sa découverte, Kamaseb.

## Publication originale
- Rodrigues & Rheims, 2020 : « An overview of the African genera of Prodidominae spiders: descriptions and remarks (Araneae: Gnaphosidae). » Zootaxa, no 4799(1), p. 1-80.